# Балич, Ханно
Ха́нно Ба́лич (нем. Hanno Balitsch, 2 января 1981, Альсбах-Хенлайн) — немецкий футболист, полузащитник; тренер.

## Карьера

### Клубная
Балич начинал карьеру в академии «Альсбаха». В 1998 году он перешёл в «Вальдхоф», а в 2001 году стал игроком «Кёльна».
Проведя хороший сезон, Балич отправился в «Байер 04» за 2 миллиона евро. Отыграв всего в восьми матчах первого круга сезона 2004/05, в январе 2005 года он перешёл в «Майнц 05», где провёл полгода.
Летом 2005 года Балич стал игроком «Ганновера», где все пять сезонов был основным игроком. 29 мая 2010 года он вернулся в «Байер» и подписал контракт на 2 года. В составе леверкузенского клуба в сезоне 2010/11 Ханно стал вице-чемпионом Германии.
В январе 2012 года Балич перешёл в «Нюрнберг», подписав контракт до лета 2012 года. По истечении контракта он покинул команду и подписал контракт с «Франкфуртом» (Франкфурт-на-Майне)

### В сборной
Балич сыграл один матч за сборную Германии, выйдя на замену в товарищеском матче против сборной Испании 12 февраля 2003 года.